# Mine d'uranium de Tortkuduk
La mine d'uranium de Tortkuduk est une zone de production d'uranium localisée dans le district de Sozak de la région du Kazakhstan-Méridional, à l'ouest du désert de Muyunkum, à environ 250 km au nord de la ville de Chymkent et 290 km à l'est de la ville de Kyzylorda. Le village le plus proche, Suzak, se trouve à 70 km vers le sud-ouest.
Le gisement de cette mine, aussi connu sous le nom de Muyunkum nord, est exploitée par la société KATCO, dont le siège social se trouve à Astana. Il s'agit de la mine d'uranium la plus importante du Kazakhstan. Quatrième mondiale après la mine d'uranium de McArthur River (Canada), Olympic Dam (Australie) et la mine d'Arlit de la Société des mines de l'Aïr (Niger), elle fournit environ 5 % de la production mondiale d'uranium.
À 40 km en direction du sud-ouest se trouve une seconde zone de production d'uranium exploitée par KATCO depuis 2004 : la mine de Muyunkum. En 2015, Areva étudie une troisième zone de production - South Tortkuduk - en prévision de la fermeture prochaine des 2 mines de Tortkuduk et Muyunkum.

## Histoire
En 2001, les équipes d’Areva ont  commencé à faire des sondages et des études de faisabilité. Après 3 années de tests, le développement industriel du site de Tortkuduk a démarré en avril 2004, à la suite de la signature d'un contrat entre Areva et KazAtomProm. La production d'uranium a commencé, selon les sources, 18 mois plus tard ou en 2007. En 2009, une deuxième usine d'extraction d'uranium est construite à une cinquantaine de kilomètres du premier site, à Muyunkum. Le procédé de cette nouvelle usine permet de concentrer l'uranium, puis ces concentrés sont transportés par camion à l'usine principale de Tortkuduk pour y finaliser le traitement.
Tortkuduk atteint une production de 2 608 tonnes d'uranium en 2011, puis 2 550 tonnes d'uranium en 2013. En 2012, l'usine kazakhe de Katco compte 1 000 salariés. En 2017, l'usine ne compte plus qu'environ 800 salariés.
En 2014, le gisement est exploité au moyen d'un champ de puits de 3 500 forages en activité. Environ un millier d'employés, en majorité des Kazakhstanais, sont logés et nourris à la base-vie, un grand bâtiment en étoile avec cantine et salle de gym. L'alcool est interdit sur le site.
En 2015, Areva envisage de renouveler les équipements miniers (sondeuses) de Katko et prépare le forage des avant puits de South Tortkuduk Ikansk.
En avril 2017, un accord entre Areva et Kazatomprom est signé à Astana pour exploiter le gisement uranifère de South Tortkuduk.

## Technologie
Le gisement d'uranium, situé à environ 300 mètres de profondeur, est exploité selon le procédé de lixiviation in situ. Ces forages injectent de grandes quantités d'acide sulfurique dans le sous-sol pour dissoudre l'uranium, puis au bout de quelques mois, d'autres forages repompent la solution à la surface : elle contient à peine 0,1 gramme d'uranium par litre.
La solution est ensuite traitée dans l'usine située à proximité. L'usine produit du tri-oxyde d'uranium (U3O8) à partir des jus de production en provenance du champ de puits. Pour concentrer ces jus en uranium, on utilise des résines d'ammoniac, puis l'uranium est précipité par calcination. L'exploitant extrait de cette solution des concentrés d'uranium de l'ordre de 75 à 80 % d'uranium. Les équipements de la mine sont alimentés en électricité par des lignes à haute tension, qui sont remplacées par des générateurs de secours en cas de tempête.
Selon le quotidien économique les Échos, la lixiviation in situ possède un handicap majeur : l'exploitant doit sans cesse trouver de nouveaux terrains pour accroître sa production, ce qui permet aux autorités kazakhes de contrôler ses partenaires étrangers en leur accordant les permis d'extraction.

## Transports
En 2015, la mine est équipée d'un parc de 350 véhicules (voitures, minibus, poids lourds, foreuses, etc.).
Les concentrés d'uranium obtenus sont mis en fut puis expédiés par le train. Une partie est expédiée en Chine. Une autre partie est transportée  jusqu'à Saint-Pétersbourg (Russie), avant d'être acheminé par bateau via le canal de Kiel jusqu'à Hambourg (Allemagne), puis transporté à nouveau en train à travers toute la France jusqu'à l'usine Areva Malvési (Narbonne).

## Risques de contamination
Selon le Commissariat à l'énergie atomique, la lixiviation in situ nécessite un bon isolement du gisement vis-à-vis du réseau hydrogéologique. Selon l'association écologiste allemande Robin Wood, le processus de lixiviation in situ affecte la nappe phréatique, et les effets à long terme sont incertains.
Areva promet qu'il n'y a aucun risque puisque tous les puits sont rebouchés une fois épuisés, ce qui est démenti par des écologistes.